# Guido Mazzoni (poeta)
Guido Mazzoni (ur. 1859, zm. 1943) – włoski poeta.
Urodził się we Florencji, kształcił w Pizie i Bolonii. W 1887 został profesorem języka włoskiego w Padwie, a od 1894 do 1934 (do emerytury) pracował na Uniwersytecie we Florencji.
Mazzoni tworzył pod silnym wpływem Giosuè Carducciego. Był zarówno płodnym i oczytanym krytykiem jak i wyróżniającym się poetą.
W 1910 roku został wybrany na senatora. W 1915 roku, gdy jego syn Carlo został wzięty do niewoli przez wojska austro-węgierskie, zgłosił się na ochotnika do służby w wojsku w zamian za syna i brał udział w walkach nad rzeką Soczą.
Najważniejsze zbiory poezji autorstwa Guido Mazzoniego to:
- Versi (1880)
- Nuove poesie (1886)
- Poesie (1891)
- Voci della vita (1893)